# Jean Demais
Jean Demais est un écrivain français de la première moitié du XXe siècle, né en 1880 et décédé en 1958, auteur de romans populaires.
Sous ce pseudonyme se cache Edmée Bauer (1880-1958,), fille de l'écrivain et journaliste Édouard Bauer (1838-1892), épouse de Julien Priollet (alias Maxime La Tour) et belle-sœur de Marcel Priollet, un autre auteur du genre. Elle aurait également publié sous le pseudonyme de Robert Valin.
Jean Demais a publié une trentaine de romans, principalement d'aventures et sentimentaux.